# Óscar Fernández Vigil
Óscar Fernández Vigil (15 de mayo de 1978) es un deportista español que compitió en judo, en la categoría de –81 kg, ganador de una medalla de bronce en el Campeonato Europeo de Judo de 2001.

## Palmarés internacional
| Campeonato Europeo | Campeonato Europeo | Campeonato Europeo | Campeonato Europeo |
| Año                | Lugar              | Medalla            | Categoría          |
| ------------------ | ------------------ | ------------------ | ------------------ |
| 2001               | París (Francia)    | Medalla de bronce  | –81 kg             |